# Гореново
Гореново — деревня в Рославльском районе Смоленской области России. Входит в состав Грязенятского сельского поселения. Население — 74 жителя (2007 год). 
Расположена в южной части области в 9 км к югу от Рославля, в 7 км юго-западнее автодороги А141 Орёл — Витебск, на берегу реки Серебрянка. В 9 км северо-западнее деревни расположена железнодорожная станция Астапковичи на линии Рославль — Кричев.
Бывшее имение ветви рода Тютчевых, из которой вышел Ф. И. Тютчев (последним владельцем был брат поэта Николай).

## История
В годы Великой Отечественной войны деревня была оккупирована гитлеровскими войсками в 2 августа 1941 года, немецкие войска вошли по Хлясинской дороге, освобождена 24 сентября 1943 года.